# Recai Kutan
Mehmet Recai Kutan (Malatya, 5 april 1930 – Ankara, 7 oktober 2024) was een Turks politicus. 
Kutan werd op 5 april 1930 geboren in Malatya, een middelgrote stad in Oost-Anatolië. In 1952 behaalde hij zijn diploma civiele techniek aan de Technische Universiteit Istanboel. Tot 1973 werkte hij als ingenieur voor diverse projecten, waaronder het Project Zuidoost-Anatolië. In 1973 werd hij lid van de Partij voor Nationale Redding, om vervolgens in 1983 over te stappen naar de Welvaartspartij. In 1996 werd hij benoemd tot de Minister van Energie. Hij was van 20 juli 2001 tot 11 mei 2003 en van 8 april 2006 tot 26 oktober 2008 de voorzitter van de politieke partij Saadet Partisi. Hij werd opgevolgd door Numan Kurtulmuş.
Kutan was gehuwd en heeft drie kinderen. Naast Turks sprak hij ook Arabisch, Engels en Frans.
Kutan overleed op 7 oktober 2024 op 94-jarige leeftijd.